# Proales simplex
Proales simplex är en hjuldjursart som beskrevs av Wang 1961. Proales simplex ingår i släktet Proales och familjen Proalidae. Inga underarter finns listade i Catalogue of Life.